# Psychoda subquadrilobata
Psychoda subquadrilobata är en tvåvingeart som beskrevs av Tokunaga 1957. Psychoda subquadrilobata ingår i släktet Psychoda och familjen fjärilsmyggor. Inga underarter finns listade i Catalogue of Life.